# Höggerloh

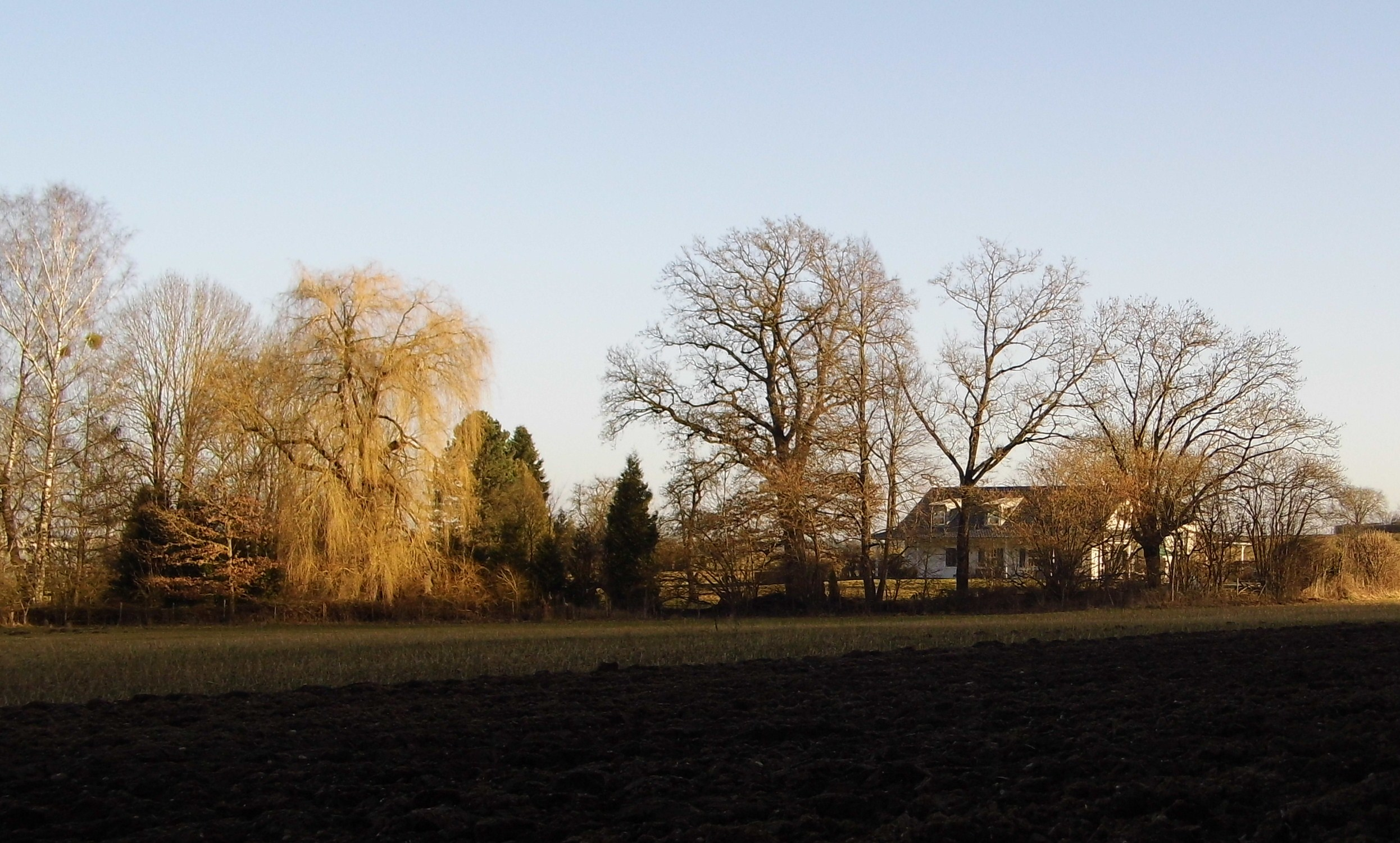
Höggerloh (Gde. Anzing) – am Loh-Wäldchen

Höggerloh ist ein Gemeindeteil der Gemeinde Anzing im oberbayerischen Landkreis Ebersberg.

## Lage
Die Einöde Höggerloh liegt etwa einen Kilometer westlich von Anzing, am südöstlichen Rand des von den Spurrillen alter (Verkehrs-)Wege durchzogenen Loh-Wäldchens.

## Belege
1. ↑  Bayerisches Landesamt für Statistik und Datenverarbeitung (Hrsg.): Amtliches Ortsverzeichnis für Bayern, Gebietsstand: 25. Mai 1987. Heft 450 der Beiträge zur Statistik Bayerns. München November 1991, DNB 94240937X, OCLC 231287364, S. 76 (Digitalisat).